# Phymatodes terminalis
Phymatodes terminalis là một loài dương xỉ trong họ Dipteridaceae. Loài này được J.Sm. mô tả khoa học đầu tiên năm 1857.
Danh pháp khoa học của loài này chưa được làm sáng tỏ. 